# الکساندرا روچ
الکساندرا روچ (به انگلیسی: Alexandra Roach) (زاده ۲۳ اوت ۱۹۸۷)، بازیگر ولزی است.
از فیلم‌های معروف او می‌توان به بازی در فیلم آنا کارنینا اشاره کرد. وهمچین بازی در سریال‌های یوتوپیا و سَـندیتون، بازی کرده‌است